# Sam Nzima
Masana Sam Nzima (Lillydale, Transvaal, 8 de agosto de 1934 - 12 de maio de 2018) foi um fotógrafo sul-africano conhecido por clicar a imagem de Hector Pieterson durante o Levante de Soweto em 1976.

## Biografia
Nzima foi criado em uma fazenda onde sua família trabalhava. Durante a fase escolar ficou admirado com uma máquina fotográfica de sua professora. Então, comprou uma Brownie Kodak Box e durante os tempos vagos cobrava por fotografias tiradas no Parque Nacional Kruger. Quando adquiriu certa idade fugiu para Joanesburgo trabalhando como jardineiro e mais tarde como garçom. Mais tarde conheceu Patrick Rikotso  de Savoy com quem aprendeu a fotografar melhor e podia fazer retratos dos trabalhadores em seus dias de folga. Depois conseguiu publicar uma história através de suas fotos no jornal The World.
Em 16 de junho de 1976 fez uma fotografia de Hector Pieterson que ficou famosa no mundo inteiro..